# طه عبد الكريم
طه عبد الكريم (مواليد 11 ديسمبر 1939) هو ملاكم عراقي، مثّل بلاده في الألعاب الأولمبية الصيفية 1960.

## روابط خارجية
طه عبد الكريم على موقع أوليمبيديا (الإنجليزية)